# Wahlbezirk Tirol 11
Der Wahlbezirk Tirol 11 war ein Wahlkreis für die Wahlen zum Abgeordnetenhaus im österreichischen Kronland Tirol. Der Wahlbezirk wurde 1907 mit der Einführung der Reichsratswahlordnung geschaffen und bestand bis zum Zusammenbruch der Habsburgermonarchie.

## Geschichte
Nachdem der Reichsrat im Herbst 1906 das allgemeine, gleiche, geheime und direkte Männerwahlrecht beschlossen hatte, wurde mit 26. Jänner 1907 die große Wahlrechtsreform durch Sanktionierung von Kaiser Franz Joseph I. gültig. Mit der neuen Reichsratswahlordnung schuf man insgesamt 516 Wahlbezirke, wobei mit Ausnahme Galiziens in jedem Wahlbezirk ein Abgeordneter im Zuge der Reichsratswahl gewählt wurde. Der Abgeordnete musst sich dabei im ersten Wahlgang oder in einer Stichwahl mit absoluter Mehrheit durchsetzen. Der Wahlkreis Tirol 11 umfasste die Gerichtsbezirke Reutte, Silz, Telfs ohne die zum Wahlbezirk 3 gehörenden Gemeinden Telfs, Reutte und Vils.
Aus der Reichsratswahl 1907 ging Peter Unterkircher (Christlichsoziale Partei) als Sieger nach Stichwahl hervor. Unterkircher konnte sein Mandat bei der Reichsratswahl 1911 verteidigen. Unterkircher konnte bei seinen Wahlsiegen jeweils mehr als drei Viertel der Stimmen für die Christlichsoziale Partei erobern, zweitstärkste Partei im Wahlbezirk war die Konservative Partei mit jeweils rund 18 Prozent. Die Sozialdemokraten konnten in dieser Region hingegen nur jeweils ein paar Dutzend Stimmen gewinnen.

## Wahlen

### Reichsratswahl 1907
Die Reichsratswahl 1907 wurde am 14. Mai 1907 (erster Wahlgang) durchgeführt. Eine Stichwahl entfiel auf Grund der absoluten Mehrheit von Unterkircher im ersten Wahlgang.
| Kandidat                                                                    | Partei                             | Wahlkreis- stimmen | Stimmen- anteil |
| --------------------------------------------------------------------------- | ---------------------------------- | ------------------ | --------------- |
| Peter Unterkircher                                                          | Christlichsoziale Partei           | 5469               | 81,3 %          |
| Karl Puch                                                                   | Konservative Partei                | 1204               | 17,9 %          |
| Oswald Preiß                                                                | Sozialdemokratische Arbeiterpartei | 41                 | 0,6 %           |
| Sonstige                                                                    |                                    | 9                  | 0,1 %           |
| Wahlberechtigte: 8014, Ungültige/Leere Stimmen: 56, Wahlbeteiligung: 84,6 % |                                    |                    |                 |

### Reichsratswahl 1911
Die Reichsratswahl 1911 wurde am 13. Juni 1911 (erster Wahlgang) durchgeführt. Die Stichwahl entfiel auf Grund der absoluten Mehrheit von Unterkircher im ersten Wahlgang.
| Kandidat                                                                    | Partei                             | Wahlkreis- stimmen | Stimmen- anteil |
| --------------------------------------------------------------------------- | ---------------------------------- | ------------------ | --------------- |
| Peter Unterkircher                                                          | Christlichsoziale Partei           | 4226               | 76,7 %          |
| Stern                                                                       | Konservative Partei                | 1004               | 18,2 %          |
| Hans Müllner                                                                | Sozialdemokratische Arbeiterpartei | 31                 | 0,6 %           |
| Sonstige (Dr. Hoffmeister)                                                  |                                    | 250                | 4,5 %           |
| Wahlberechtigte: 7966, Ungültige/Leere Stimmen: 69, Wahlbeteiligung: 70,0 % |                                    |                    |                 |